# Свято-Іллівська церква (Шепіт)
Свято-Іллівська церква — дерев'яна церква, поєднання характерної для Буковини традиційної архітектури однокупольного храму та панівної наприкінці ХІХ століття архітектури модерну у селі Шепіт Чернівецької області.

## Архітектура
Одноверха, монументальна, має складний східчастий силует і нетрадиційні для буковинської школи народного будівництва криволінійні форми, які використовувалися наприкінці XIX — на поч. XX ст. у модерному стилі. В її архітектурному вирішенні поєднуються традиційна архітектура однокупольного храму і особливості модерного стилю. Церква складається із значно витягнутої у поперечному напрямку нави, а також розташованих на схід і захід від неї витягнутих у поздовжньому напрямку бабинця і вівтаря (з ризницею і паламарнею з північної та південної сторін).
Домінантою церкви є масивний купол над центром витягнутої нави у вигляді приплюснутої цибулини. Круті дахи над бабинцем і вівтарем завершуються відтягнутими уверх коньками, що надає споруді додаткових криволінійних форм. Стіни вівтаря і нави розділені на два яруси піддашшям на фігурних кронштейнах, а бабинець оточує відкрита арочна галерея над опасанням. Додаткову декорацію храму надають невеликі стрілчасті вікна з різнокольоровими шкельцями.
У середині церкви є цісарський трон — унікальний витвір мистецтва, який при розпаді Австро-Угорської імперії у 1918 році не встигли забрати до Відня і залишили у Шепоті.
До складу ансамблю Іллінської церкви входить також двоярусна каркасна дзвіниця з главкою у формі цибулини, що повторює своєю формою купол церкви, та дерев'яна огорожа з вхідною брамою, вкритою ґонтовим дахом.

## Історія
Збудована 1898 року на честь 50-річчя правління цісаря Франца Йозефа І на місці старої Успенської церкви, збудованої 1763 року.